# BK Tjerkasy Monkeys
BK Tjerkasy Monkeys (ukrainska: БК "Черкаські Мавпи"/"Cherkassy Monkeys") ukrainskt basketlag från staden Tjerkasy, som spelar i den ukrainska Superleague. Laget spelade i Europacuperna säsongerna 2006/2007 och 2007/2008.

## Hemmaplan
Hemmaplan är Sport Palace Budivelnyk med en publikkapacitet på cirka 1500.

## Meriter
Klubben har spelat tre säsonger i den ukrainska Superleague siden 2005. 
Första säsongen, 2005/06, blev det till en 5:e plats i grundserien. 
De senaste två åren har man nått till semifinalen i slutspelet, efter att ha blivit en 3:e (2006/7) och en 5:e plats (2007/8) i grundserien.
Deltog i Europe Cup Challenge League 2006/2007. Klubben blev nummer två i gruppspelet.  
Åkte ur turneringen efter att i kvartsfinalen ha förlorad till Dnipro Dnipropetrovsk, Ukraina med 89-87, 80-88.
Deltog i FIBA Eurocup 2007-2008 med tre vunna och tre förlorade matcher blev det en 3:e plats i grupp B.

## Klubbfärger
De traditionella klubbfärgerna är orange och svart.

## Tidigare spelare
- Kyrylo Fesenko som i NBA draften 2007 blev valt som nummer 38 av Philadelphia 76ers , som överlämnade rättigheterna till Utah Jazz  där han nu spelar.
- Amit Tamir spelar nu i Hapoel Holon
- Ilan Kadosh spelar nu i Apollon Patras
- Miroslav Markovic spelar nu i Vojvodina Srbija Gas Novi Sad
- Arnas Kazlauskas spelar nu i Falco KC-Szombathely
- Balsa Radunovic spelar nu i Aspis Apoel Nicocia
- Arthur Johnson spelar nu i Pepsi Caserta
- Volodimir Gurtovoyj spelar nu i Lvivskaja Politechnika Lviv
- Artem Butskyy spelar nu i Sumihimprom Sumy